# 农兹维尔
农兹维尔（法語：Nonzeville，法語發音：[nɔ̃zvil] ⓘ）是法国大東部大區孚日省的一个市镇，属于埃皮纳勒区。

## 地理
农兹维尔（48°15'54"N, 6°38'2"E）面积1.62 平方千米，位于法国大東部大區孚日省，该省份为法国东北部内陆省份，北起默兹省和默尔特-摩泽尔省，西接上马恩省，南至上索恩省和贝尔福地区省，东临上莱茵省和下莱茵省。
与农兹维尔接壤的市镇（或旧市镇、城区）包括：代托尔、居涅库尔、阿朗泰勒河畔皮埃尔蓬。

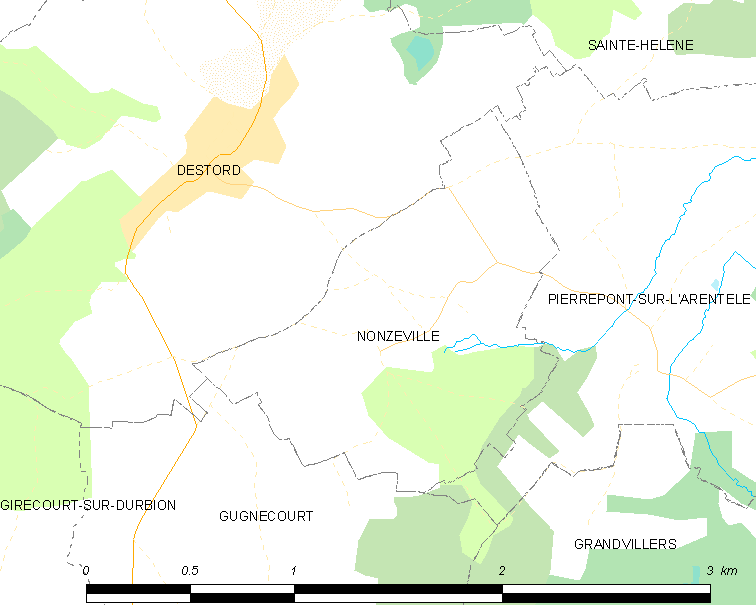
农兹维尔的OSM定位图

农兹维尔的时区为UTC+01:00、UTC+02:00（夏令时）。

## 行政
农兹维尔的邮政编码为88600，INSEE市镇编码为88331。

## 政治
农兹维尔所属的省级选区为布吕耶尔县。

## 人口

1962-2008年间农兹维尔人口变化图示

农兹维尔于2022年1月1日时的人口数量为55人。